# Didymosphaeria
Didymosphaeria Fuckel – rodzaj grzybów z rodziny Didymosphaeriaceae. Liczne gatunki to pasożyty wywołujące choroby roślin, niektóre to grzyby naporostowe.

## Systematyka i nazewnictwo
Pozycja w klasyfikacji według Index Fungorum: Didymosphaeriaceae, Pleosporales, Pleosporomycetidae, Dothideomycetes, Pezizomycotina, Ascomycota, Fungi.
Synonimy nazwy naukowej: Cryptodidymosphaeria (Rehm) Höhn.,
Didymascina Höhn.,
Didymosphaerella Cooke,
Didymosphaeria subgen,
Haplovalsaria Höhn.,
Massariellops Curzi.
Niektóre gatunki:
- Didymosphaeria aeluropodis Lobik 1928
- Didymosphaeria ailanthi Srinivas. 1971
- Didymosphaeria alhagi Szemb. 1915
- Didymosphaeria anisomera Sacc. 1916
- Didymosphaeria applanata Niessl 1875
- Didymosphaeria arenaria Mont. 1889
- Didymosphaeria astragalina Petr. 1944
- Didymosphaeria berberidis Domashova 1960
- Didymosphaeria catalpae J.B. Parker 1909
- Didymosphaeria conoidea Niessl 1875
- Didymosphaeria futilis (Berk. & Broome) Rehm 1879
- Didymosphaeria marchantiae Starbäck 1898[3]
- Didymosphaeria schroeteri Niessl 1875[3].
- Didymosphaeria pseudocarpa (Nyl.) Sacc. & D. Sacc. 1905 – tzw. endokokus galaretnicowy

Nazwy naukowe na podstawie Index Fungorum. Nazwy polskie według W. Fałtynowicza.